# 诺顿·西蒙博物馆
诺顿·西蒙博物馆（英語：Norton Simon Museum）是一家位于美国加州帕萨迪纳的艺术博物馆。它的前身是帕萨迪纳美术馆和帕萨迪纳艺术博物馆。

## 歷史
1953年，帕薩迪納藝術學院從收藏家加爾卡·沙耶爾（Galka Scheyer）手中收到約400件德國表現主義作品。1954年，學院更名為帕薩迪納藝術博物館，並遷入位於北洛斯羅伯斯大道的中國風「格雷斯·尼科爾森東方藝術寶庫」（現為南加州大學亞太博物館），直至1970年。博物館填補了當時的藝術空白，是舊金山和加州拉霍亞之間唯一的現代藝術博物館。諾頓·西蒙博物館以舉辦前衛藝術展覽而聞名，並支持海倫·倫德伯格、約翰·麥克勞克林和山姆·弗朗西斯等當地當代藝術家的作品。1962年，策展人沃爾特·霍普斯（Walter Hopps）從費魯斯畫廊（Ferus gallery）來到這裡，組織了1962年的早期波普藝術展和1963年的馬塞爾·杜尚回顧展，以及庫爾特·施維特斯（Kurt Schwitters）和約瑟夫·康奈爾（Joseph Cornell）個展。

## 概述
诺顿·西蒙的藏品包括：欧洲绘画、雕塑和挂毯；亚洲雕塑、绘画和木刻印刷品；以及陈设了众多雕塑家作品的雕塑公园，环绕着一个大池塘。 该馆还包含西蒙·诺顿剧场，日常放映电影、举办讲座、专题讨论会以及舞蹈和音乐表演。博物馆位于玫瑰花车游行的沿线，其独特的棕色瓦片外墙会出现在电视直播的背景中。

## 馆藏精选

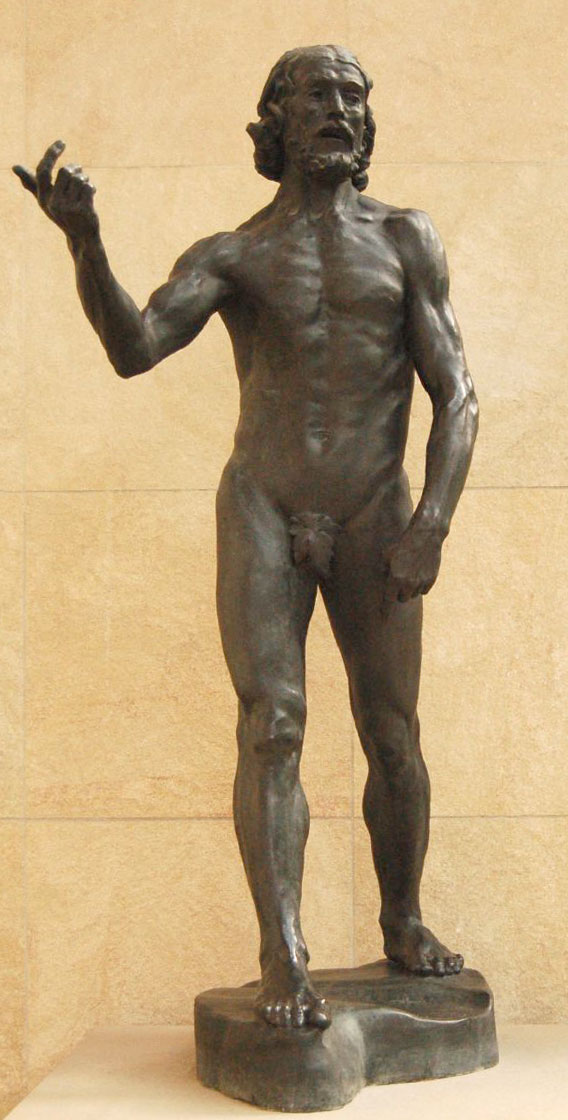
罗丹, Saint John the Baptist , 1878
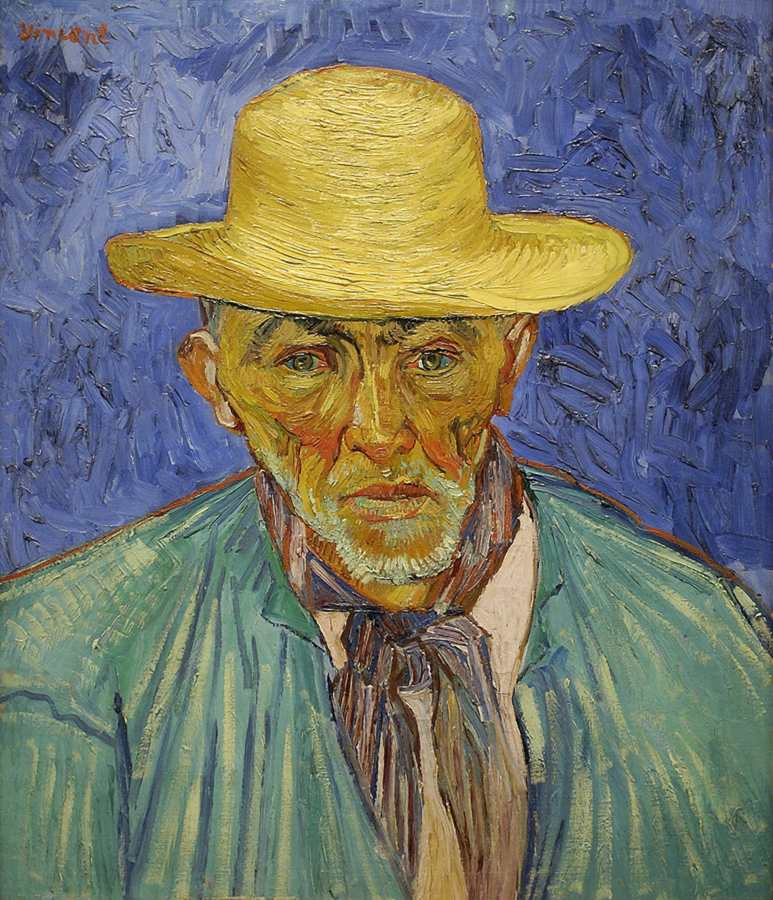
梵高, Vieux Paysan: Patience Escalier, 1888
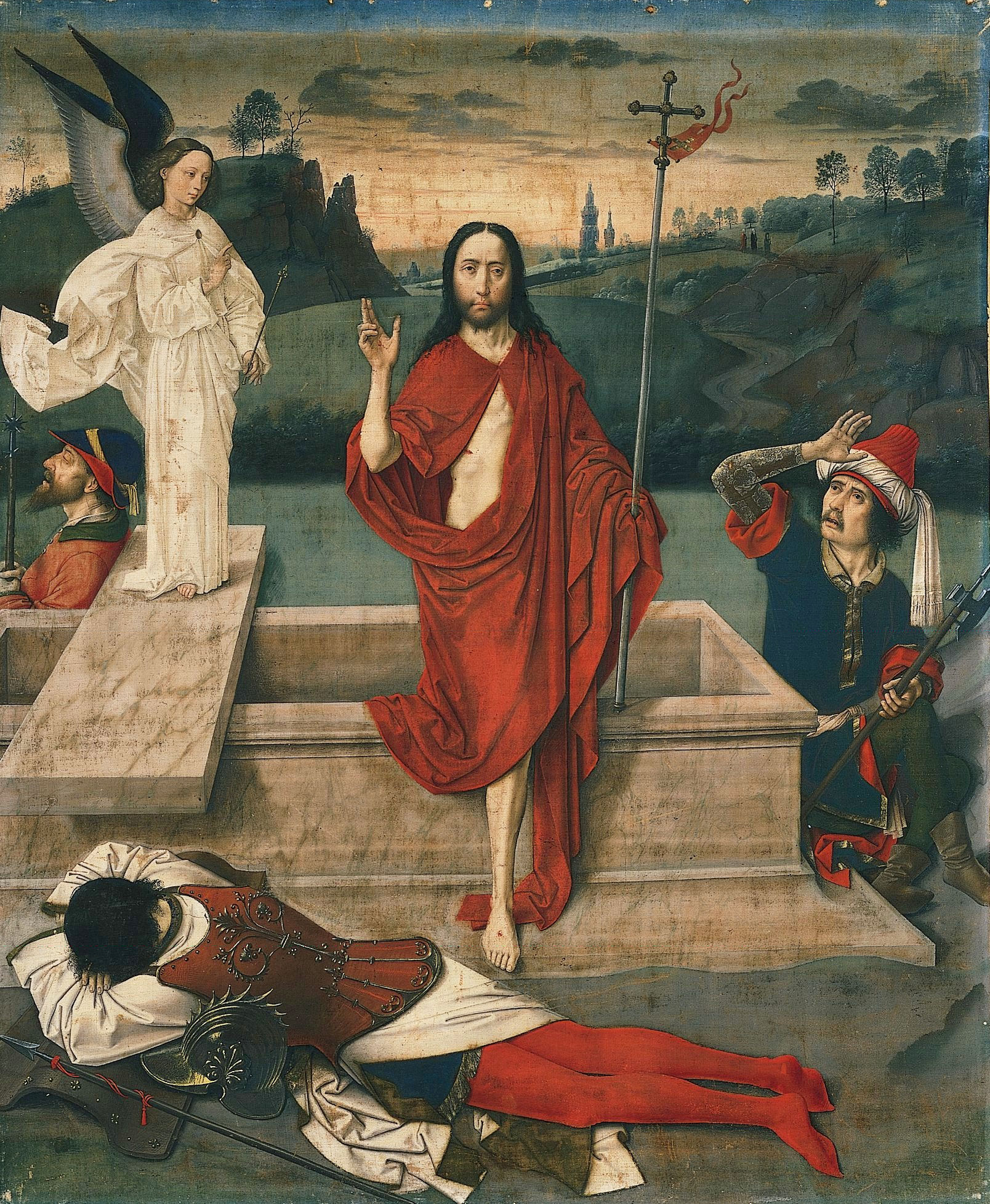
迪里克·鮑茨, Resurrection, 1455
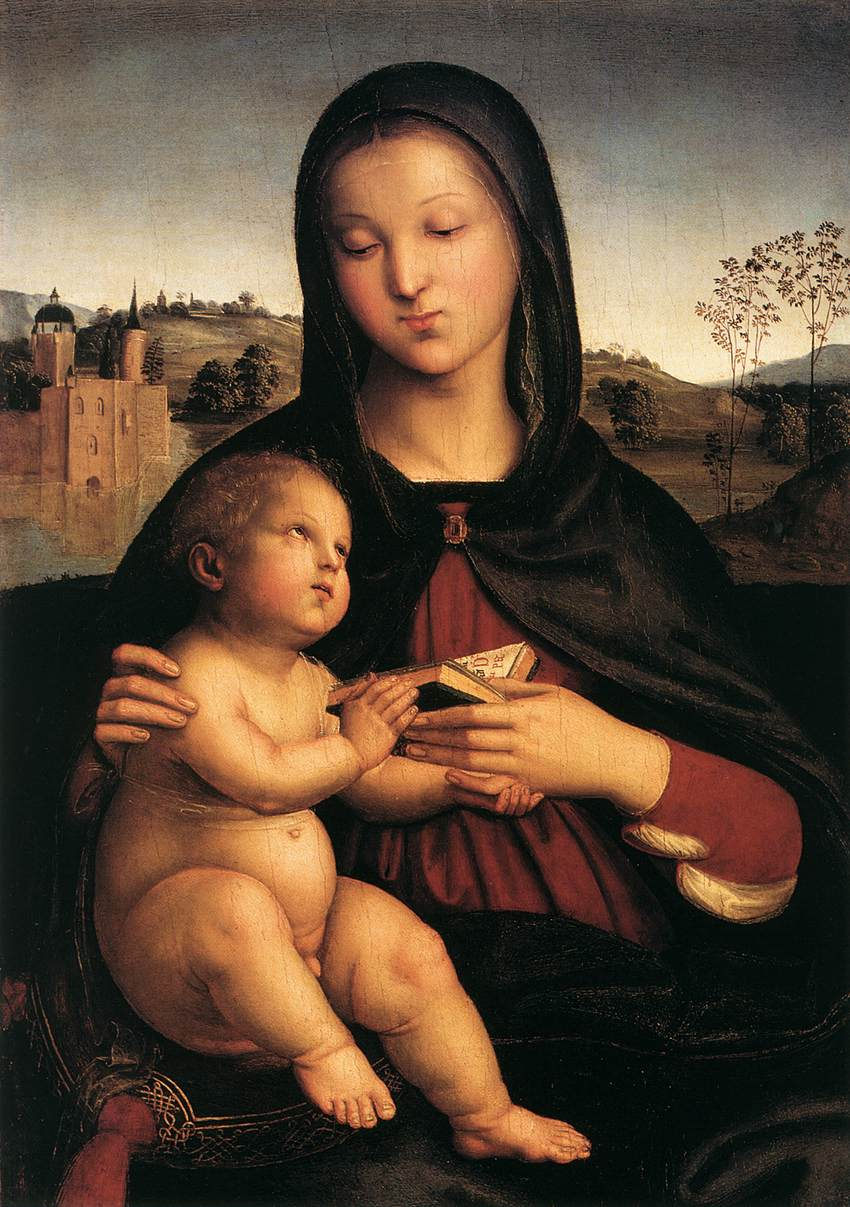
拉斐尔, Madonna and Child with the Book, 1503
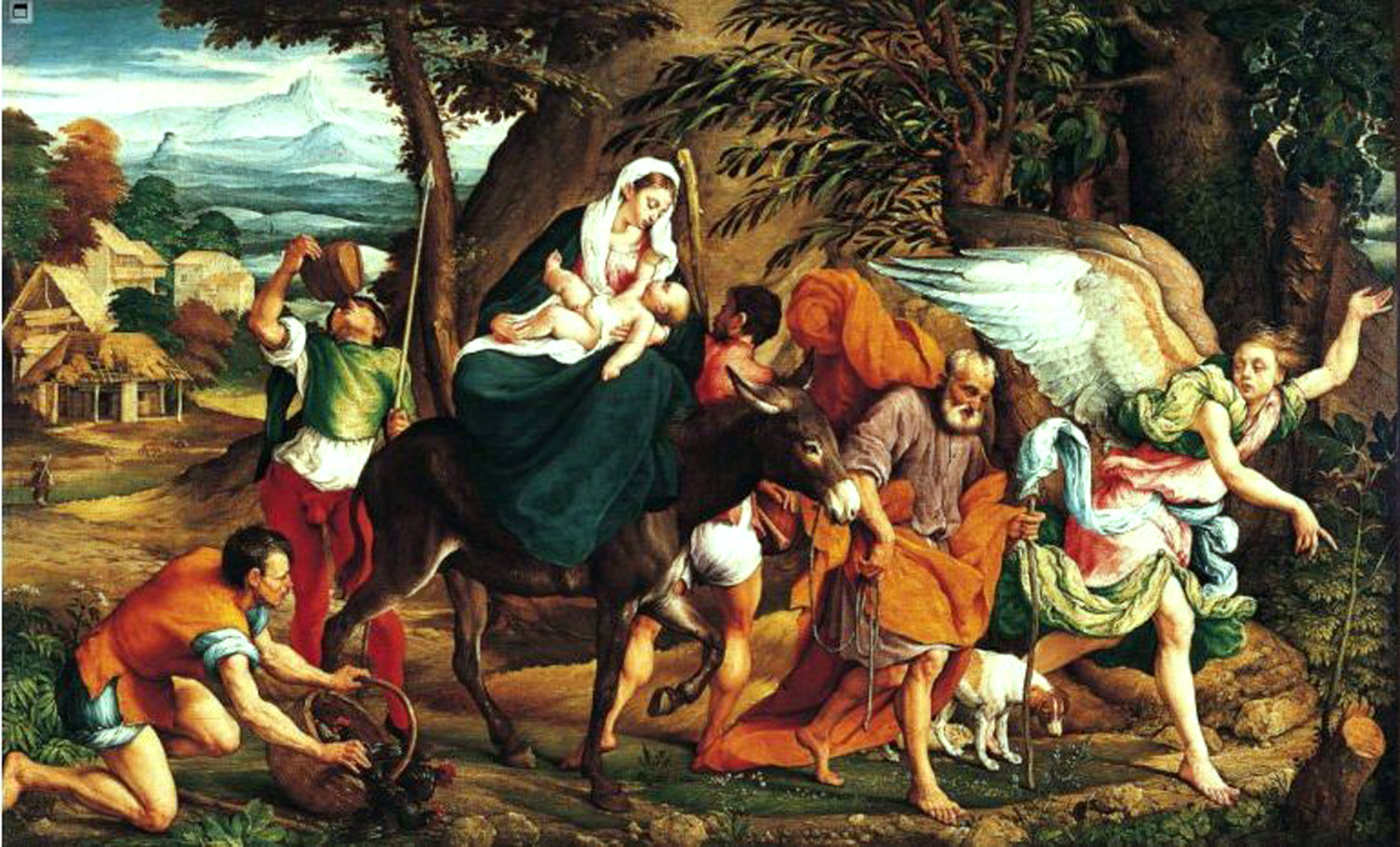
雅各布·巴萨诺, Flight Into Egypt, 1545
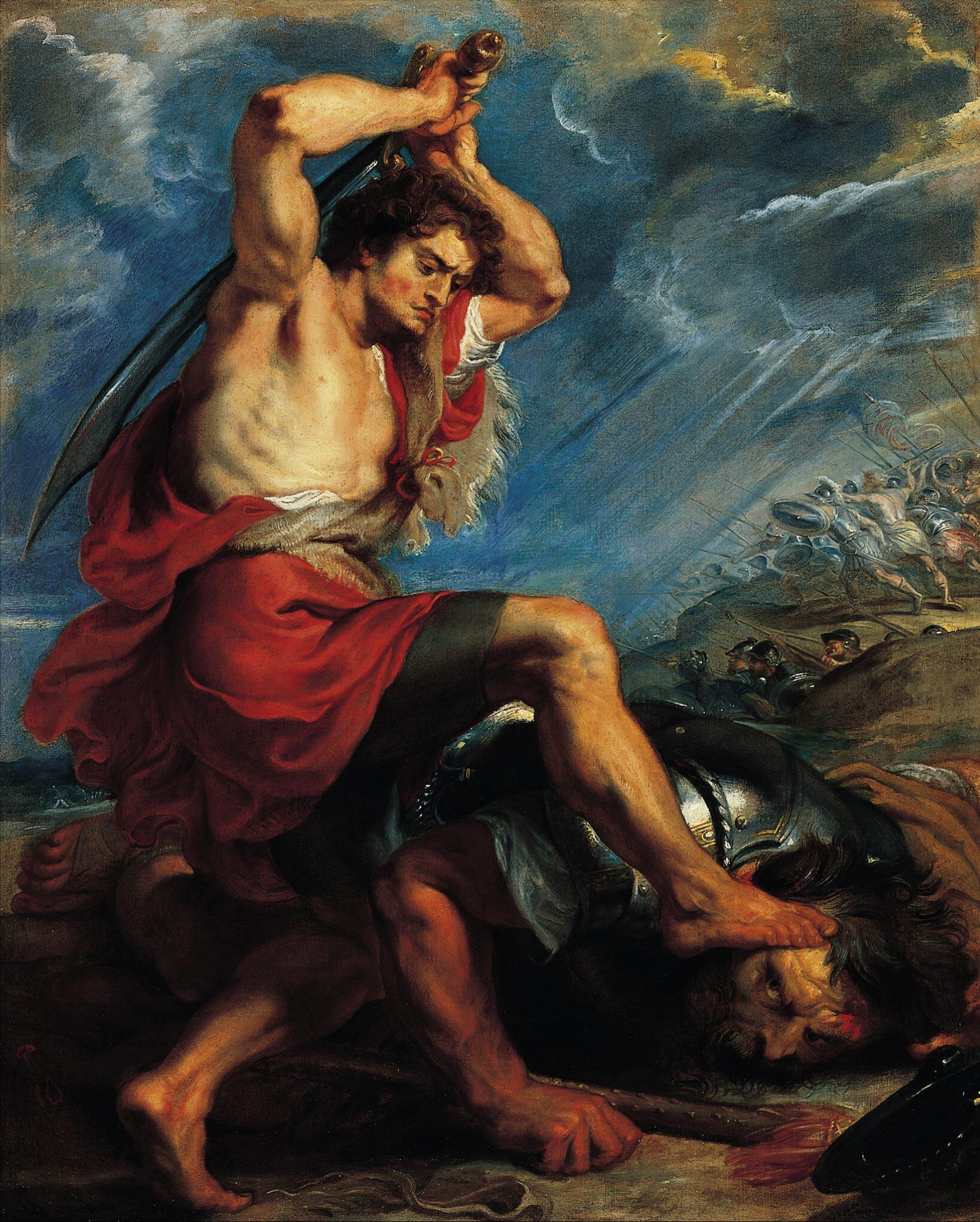
鲁本斯, David Slaying Goliath, 1616
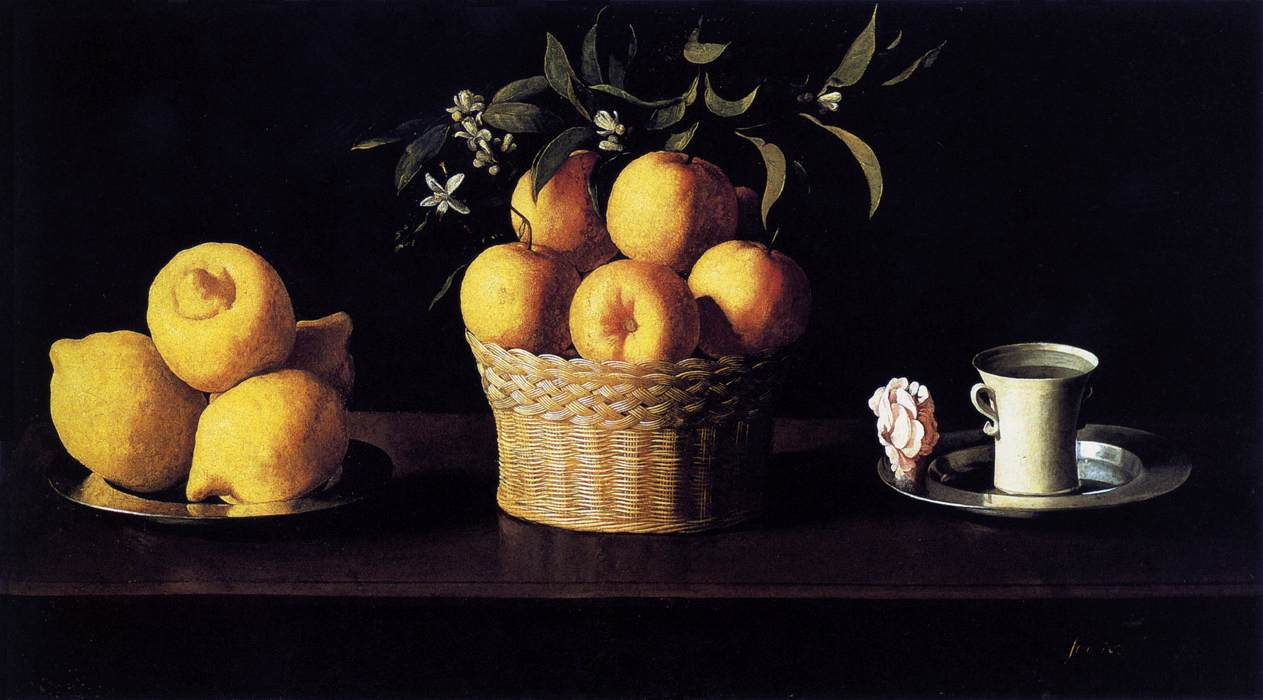
法蘭西斯科·德·祖巴蘭, "Still Life with Lemons, Oranges and a Rose", 1633
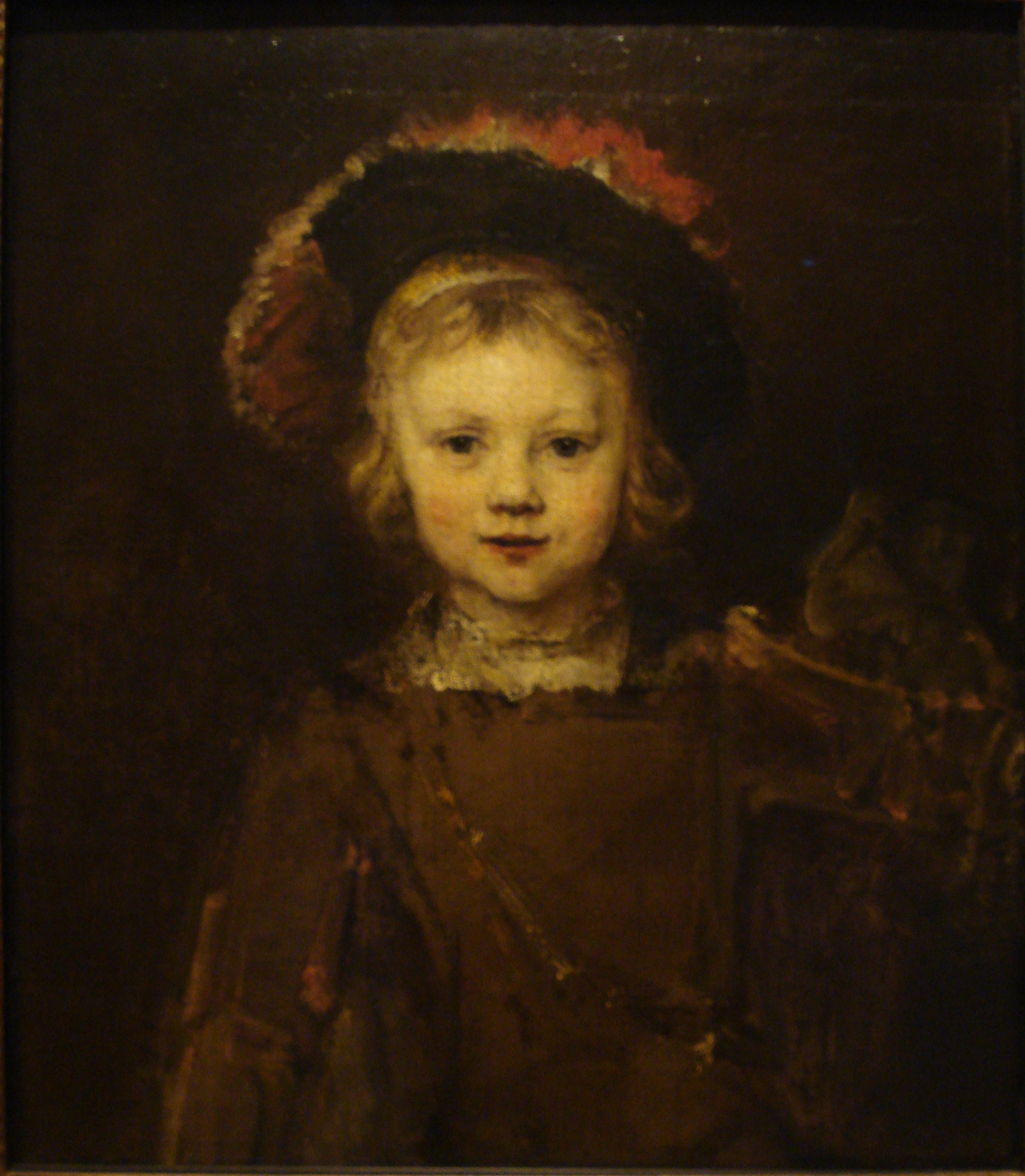
伦勃朗, Portrait of a Boy, 1655
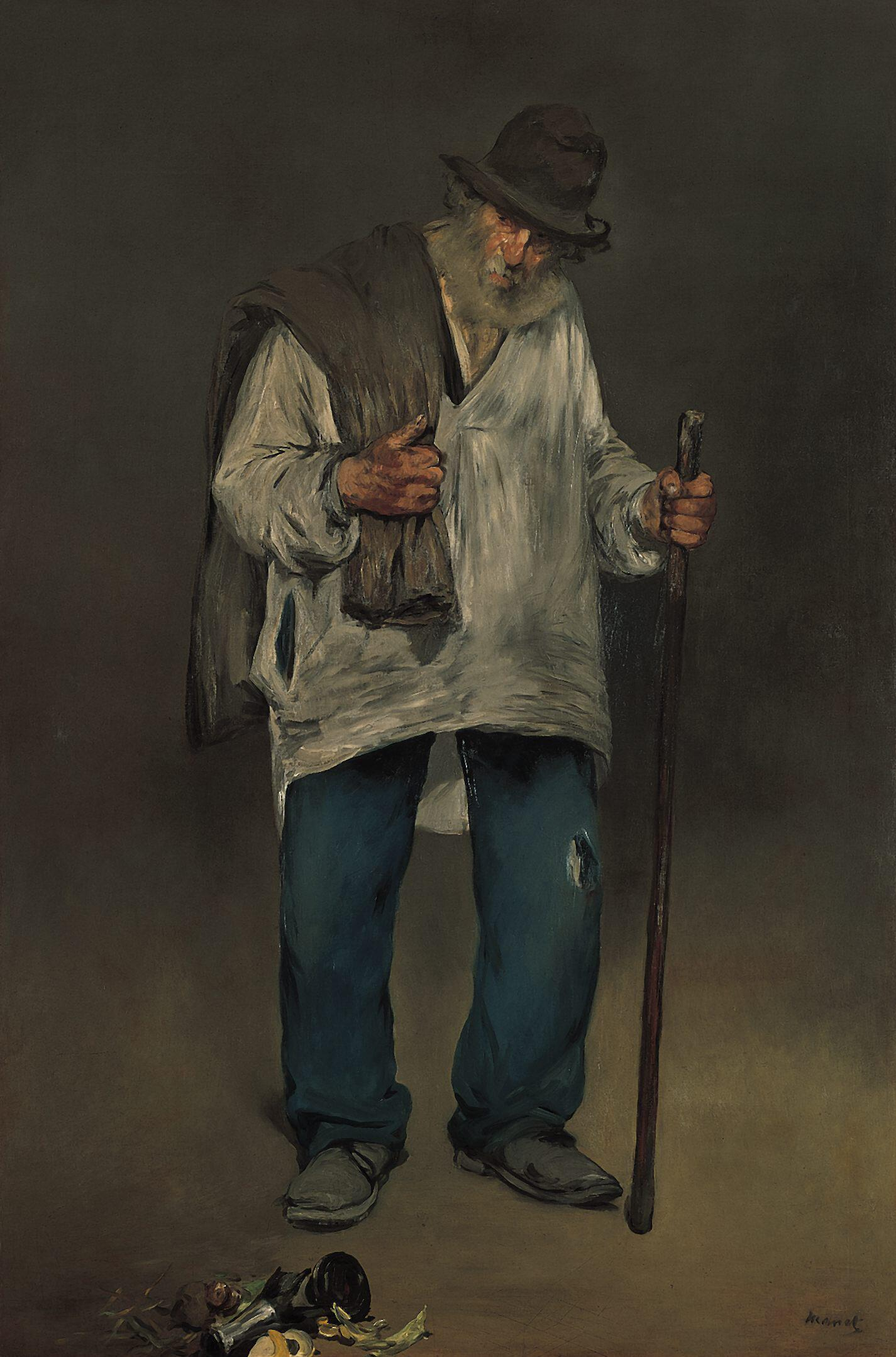
马奈, The Ragpicker, 1869
德加, Waiting, 1880-82, 由帕薩迪納諾頓·西蒙藝術基金會和洛杉磯J·保羅·蓋蒂博物館共同擁有
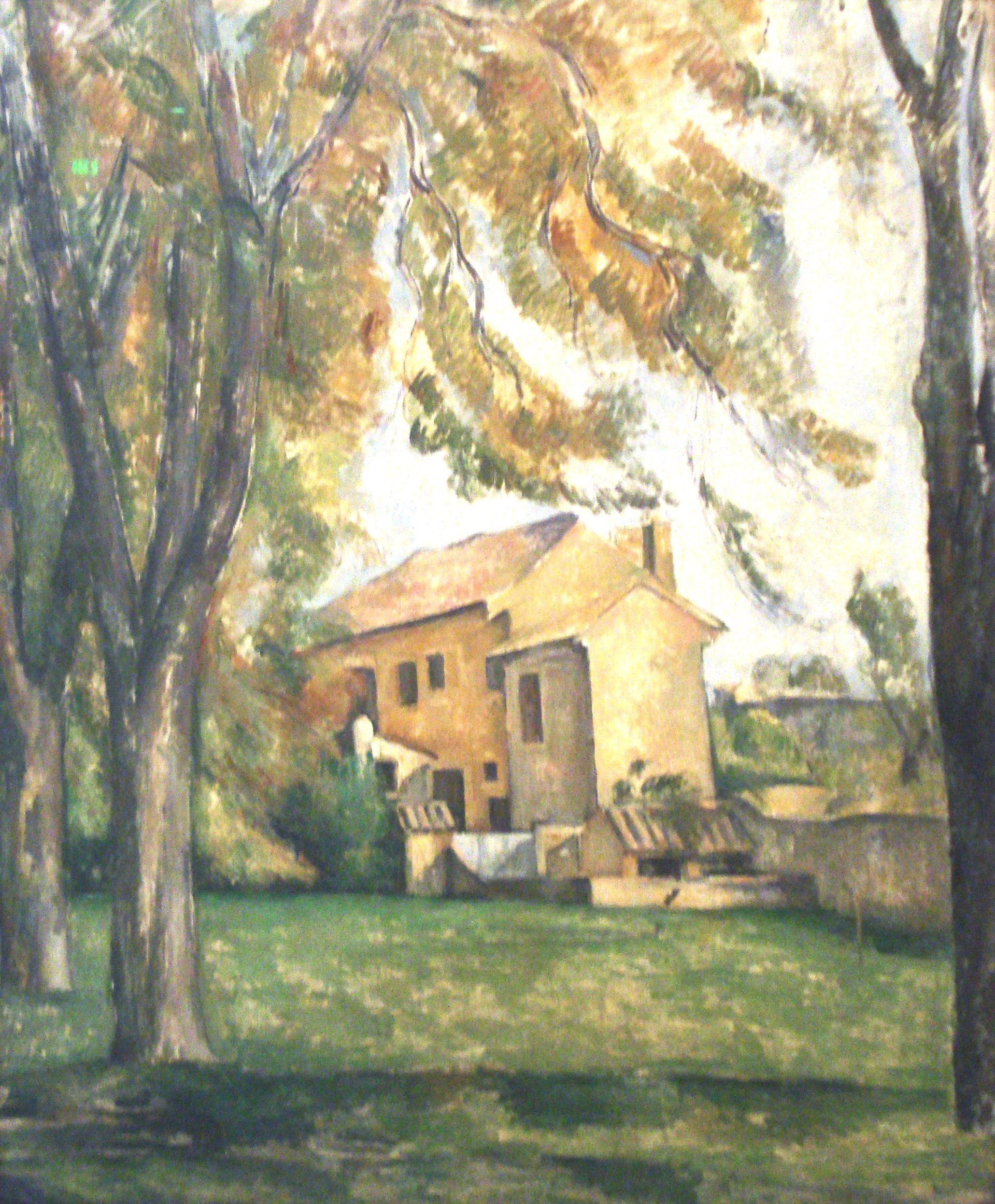
塞尚, Farmhouse and Chestnut Trees at Jas de Bouffan, 1885-1887
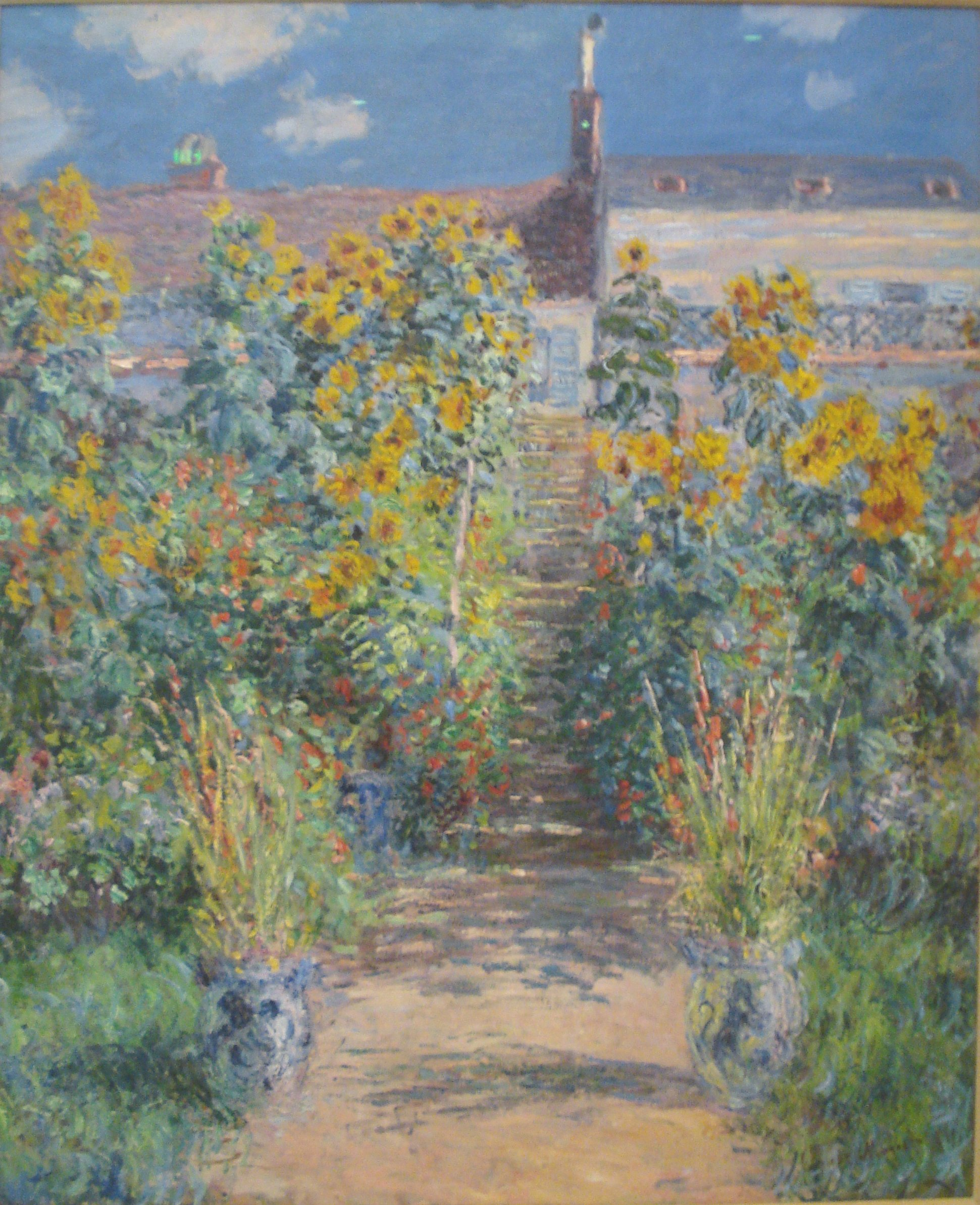
莫奈, The Artist's Garden at Vétheuil 1881
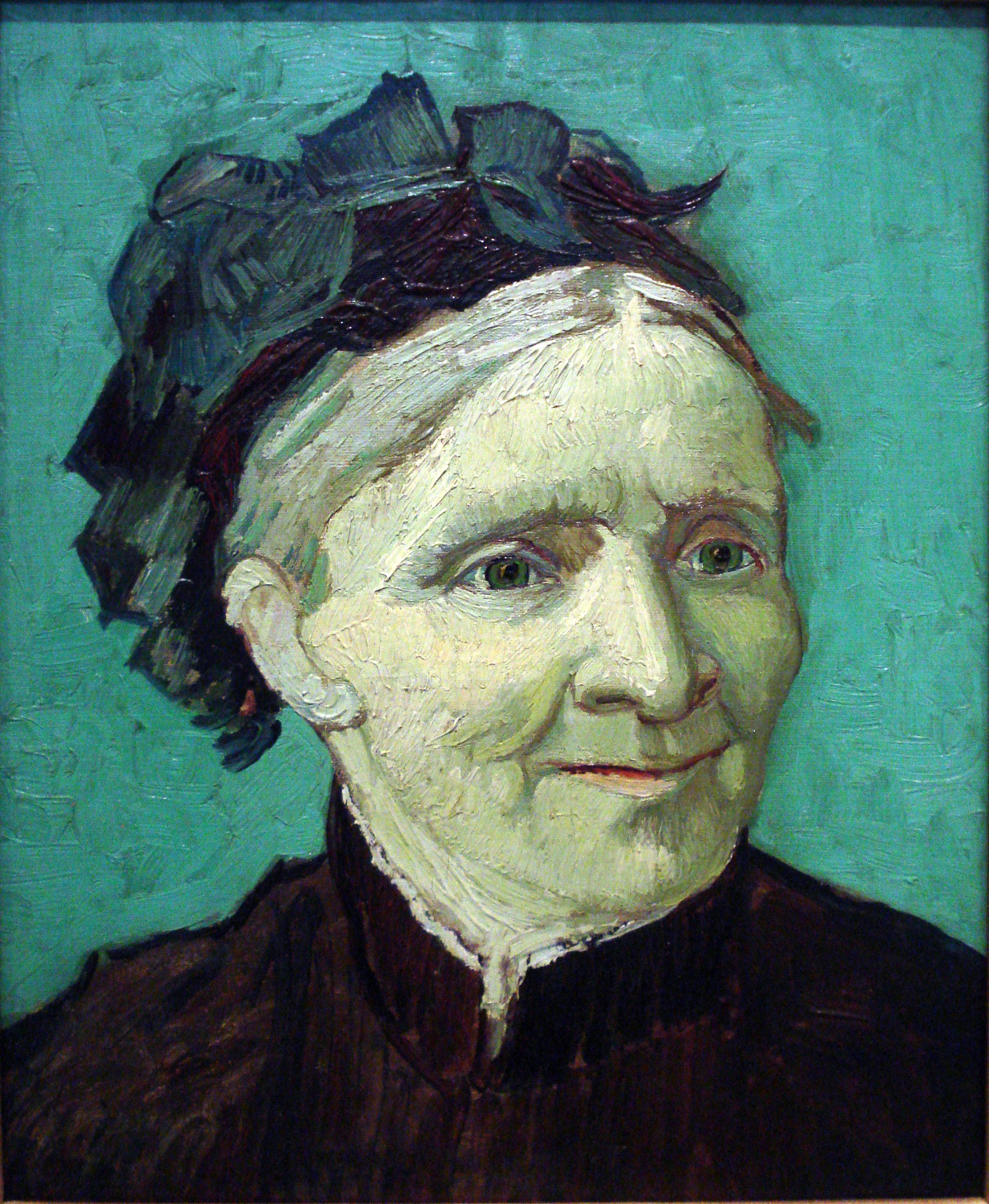
梵高, 《梵谷母親像》 , 1888
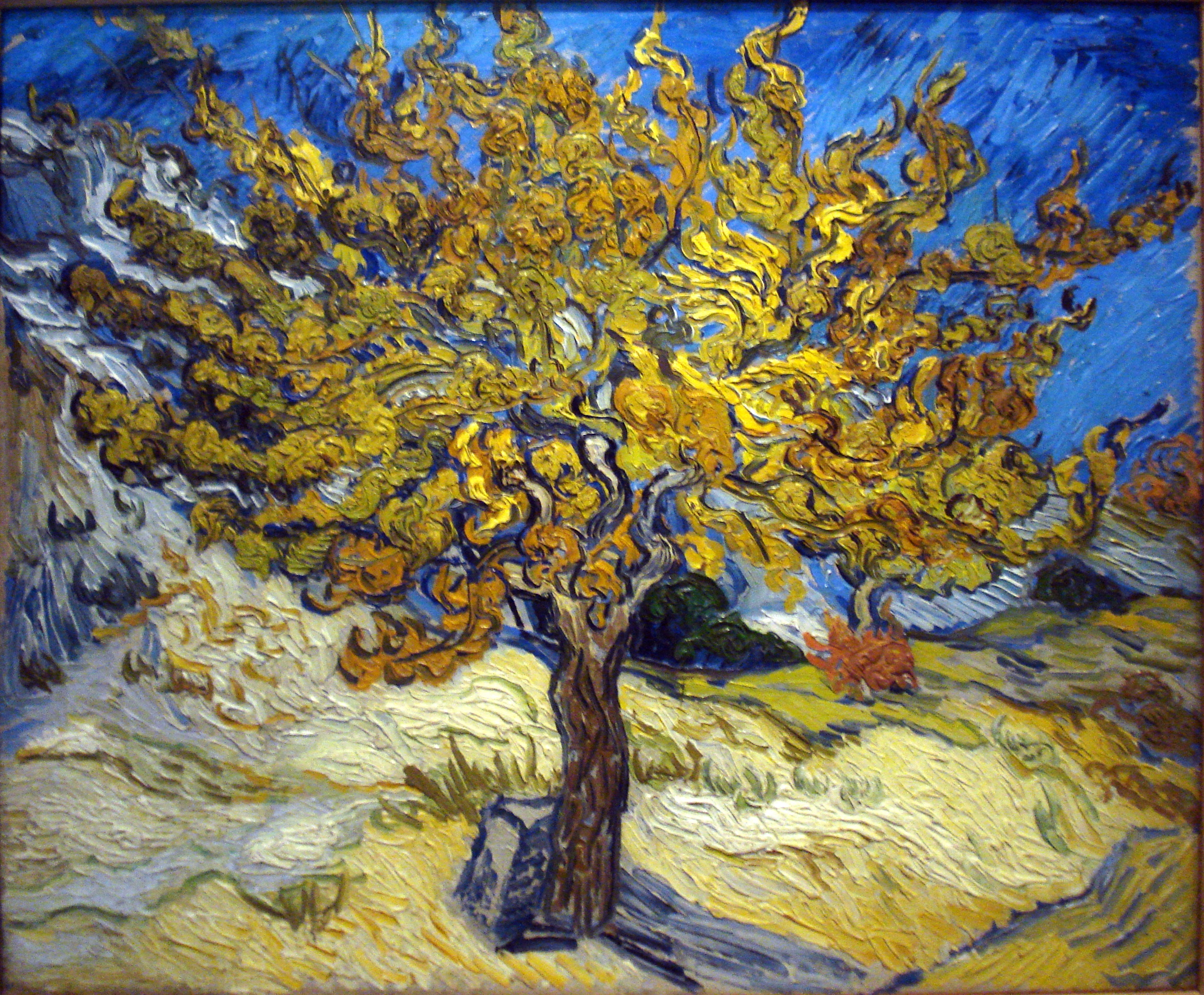
梵高, Mulberry Tree, 1889